# 초원자가 분자
초원자가 분자(Hypervalent molecule)는 원자가 전자가 8개보다 많게 결합한 분자이다. 옥텟의 확장이라고도 한다. 분자 궤도에 따라 d 오비탈로 설명하기도 하지만 삼중심사전자결합으로 설명하기도 한다.